# My Heart's in the Highlands
«My Heart's in the Highlands» (укр. Моє серце в верховині) — пісня та вірш Роберта Бернза 1789 року, співаний на мелодію шотл. гел. «Failte na Miosg» (імовірний переклад — «Ласкаво просимо до нас»).

## Оригінальний текст
1:
My heart's in the Highlands, my heart is not here,
My heart's in the Highlands, a-chasing the deer;
Chasing the wild-deer, and following the roe,
My heart's in the Highlands, wherever I go.
2:
Farewell to the Highlands, farewell to the North,
The birth-place of Valour, the country of Worth;
Wherever I wander, wherever I rove,
The hills of the Highlands forever I'll love.
(Приспів:): My heart's in the Highlands, my heart is not here,
My heart's in the Highlands, a-chasing the deer;
Chasing the wild-deer, and following the roe,
My heart's in the Highlands, wherever I go.
3:
Farewell to the mountains, high-cover'd with snow,
Farewell to the straths and green valleys below;
Farewell to the forests and wild-hanging woods,
Farewell to the torrents and loud-pouring floods.
(Приспів:): My heart's in the Highlands my heart is not here,
My heart's in the Highlands, a-chasing the deer;
Chasing the wild-deer, and following the roe,
My heart's in the Highlands, wherev'r I go: My heart's in the Highlands, farewell.

## Переклади українською мовою
Переклад Василя Мисика
Прощання з горами
Прощайте, висоти, і північ — прощай!
Вітчизно одваги, достойності край!
В які б не зайшов я найдальші краї,
Любитиму завжди я гори свої.
Лети, моє серце, у гори, у даль,
Лети, моє серце, до рік і проваль,
Слідами біжи по стежках — : Там, там моє серце, в захмарних краях!
Прощайте, верхівлі, убрані в сніги,
Прощайте, обриви й зелені луги,
Прощай, непроглядна дібров гущина,
Прощай, водоспадів могутня луна!
Лети, моє серце, у гори, у даль,
Лети, моє серце, до рік і проваль,
Слідами біжи по стежках — : Там, там моє серце, в захмарних краях!
Переклад Миколи Лукаша
Моє серце в верховині
Моє серце в верховині і душа моя,
Моя дума в верховині соколом буя,
Моя мрія в гори лине наздогін вітрам,
Моє серце в верховині, де б не був я сам.
Будь здорова, верховино, любий рідний край,
Честі й слави батьківщино, вольності розмай!
Хоч іду я на чужину, повернуся знов,
Моє серце в верховині і моя любов.
Прощавайте, сині гори, білії сніги,
Прощавайте, темні звори й світлії луги!
Прощавайте, пущі дикі й тіняві гаї,
Прощавайте, буйні ріки й бистрі ручаї!
Моє серце в верховині і душа моя,
Моя дума в верховині соколом буя,
Моя мрія в гори лине наздогін вітрам,
Моє серце в верховині, де б не був я сам.
Переклад Володимир Ф
Моє серце в Верховині
В горах моє серце, не тут серце моє,
В горах моє серце оленя цькує — : Оленя цькує й слідить дику козу;
В горах моє серце, де б я не був.
Прощай Верховино і північ прощай: Вітчизно відваги, гідності край;
І де б не блукав я, і де б не бродив,
Я гори Вітчизни навік полюбив.
Прощайте верхів'я сповиті в сніги;
Прощайте яруги й зелені луги;
Прощайте дикі хащі і світлі ліси;
Прощайте потоків гучні голоси.